# Setra MultiClass 500 LE
Als Setra MultiClass 500 LE wird eine Low-Entry-Bus-Baureihe des deutschen Busherstellers Setra bezeichnet. Die Baureihe wird seit Herbst 2023 in der Türkei produziert und unter der Produktgruppe „MultiClass 500“ angeboten. Die MultiClass 500 LE-Baureihe ist die Nachfolge der MultiClass 400 LE business-Baureihe. Das erste Kundenfahrzeug wurde im August 2024 ausgeliefert.

## Ausstattung
- Klasse 1 (Stadtverkehr): Stadtbussitze (Setra Passage) und Cockpit City oder Cockpit Basic City.
- Klasse 2 (Überlandverkehr): Überlandsitze (Setra Transit) und Cockpit Basic City.

- Luxusausstattung (maximaler Komfort): Reisesitze (Setra Route) und Cockpit Basic.

Für Einstieg eins ist eine einflügelige Tür in zwei Breiten, sowie eine breitere Tür mit zwei Flügeln verfügbar. Einstieg zwei ist als einflügelige sowie als Doppeltür wählbar. Alle Modelle können auf Wunsch mit einer dritten Tür nach der Hinterachse bestellt werden. Es können sowohl Außen- und Innenschwenktüren, sowie Schwenkschiebetüren gewählt werden. Weiterhin ist auch eine mechanische Klapprampe für die Tür eins bestellbar. Wie beim Mercedes-Benz Citaro wird optional eine Mild-Hybrid-Variante mit Rekuperationsmodul auf dem Dach angeboten.

## Bustypen
| Typ      | Länge in m | Achsen |
| -------- | ---------- | ------ |
| S 510 LE | 10,51      | 2      |
| S 515 LE | 12,21      | 2      |
| S 516 LE | 12,92      | 2      |
| S 518 LE | 14,52      | 3      |

## Galerie

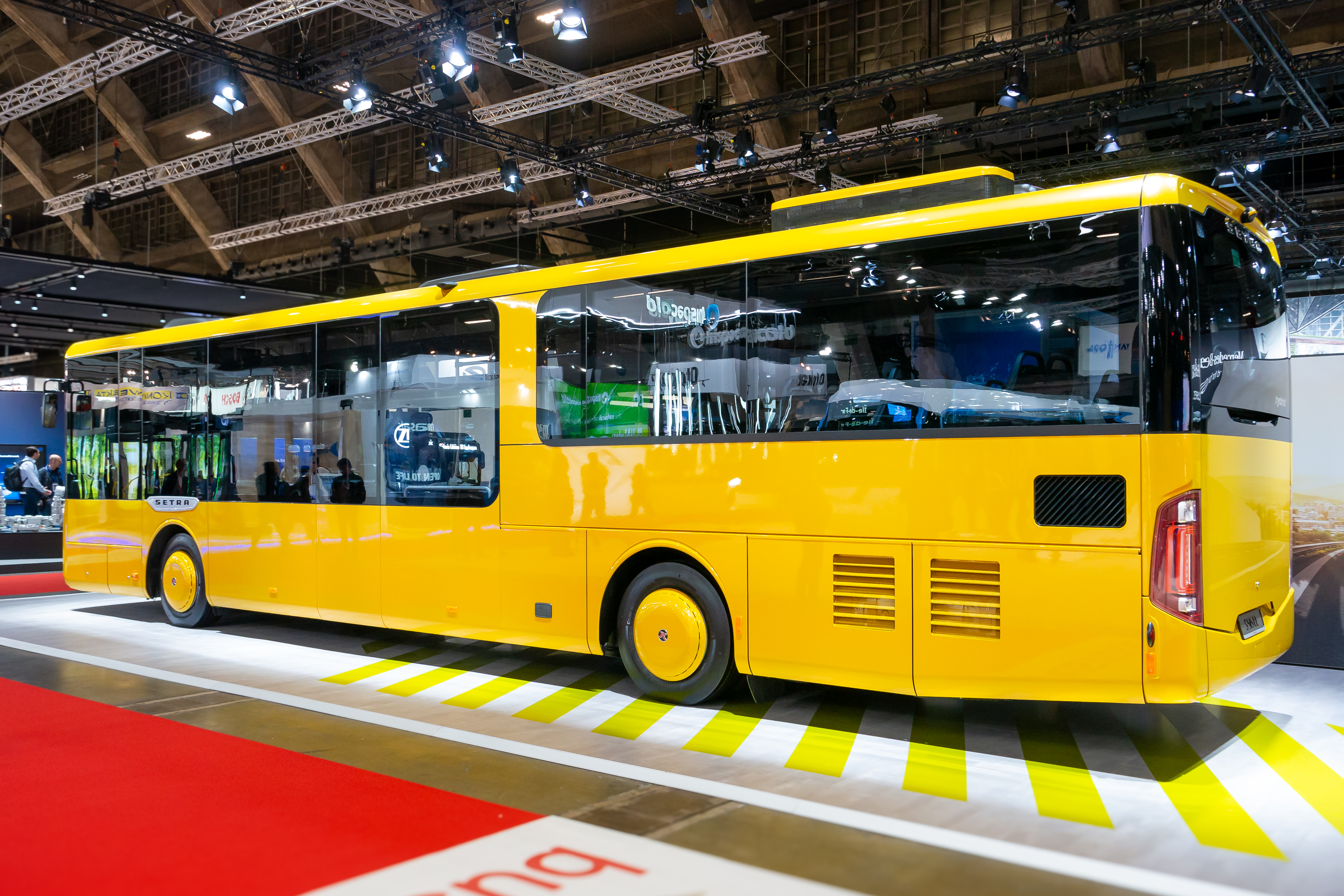
Fahrerseite Setra S 515 LE
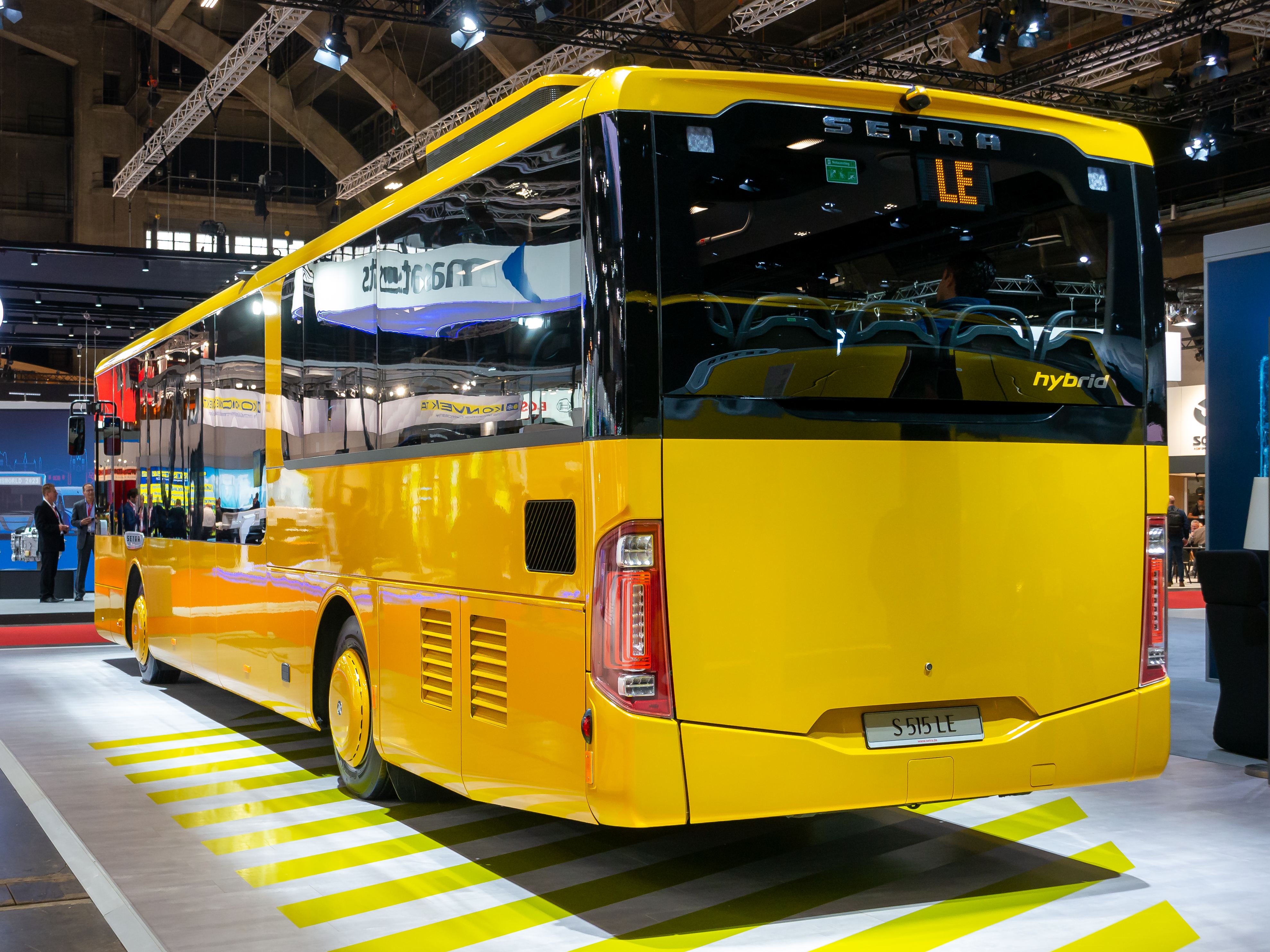
Heck Setra S 515 LE
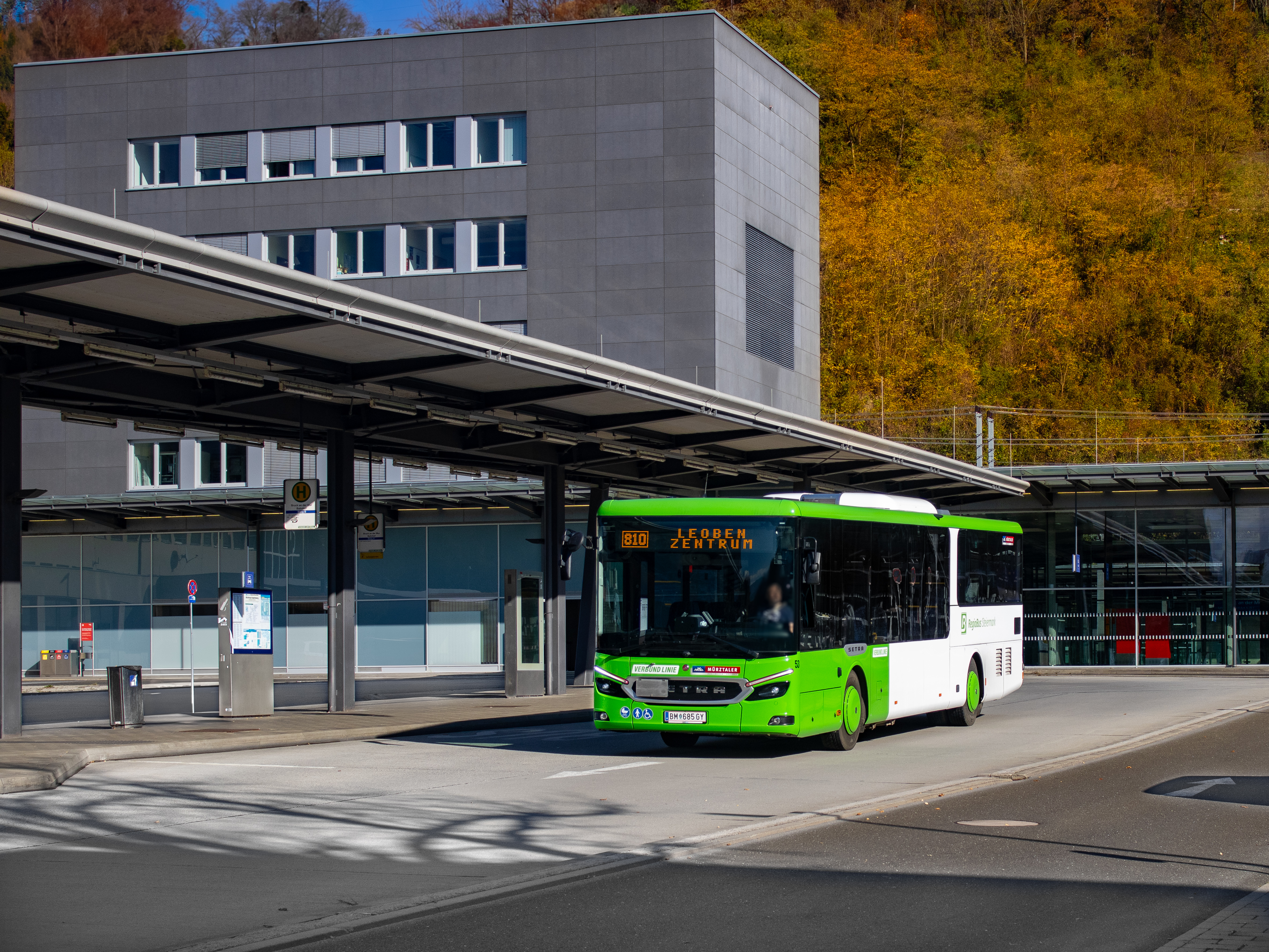
S515 LE der Mürztaler Verkehrsgesellschaft